# Novika
Novika, właśc. Katarzyna Nowicka (ur. 22 marca 1974 w Warszawie) – polska piosenkarka, autorka muzyki i tekstów, dziennikarka radiowa. Ukończyła podstawową szkołę muzyczną w klasie fortepianu i fletu poprzecznego.
Zadebiutowała na albumie Futro zespołu Futro, wydanym w 2002 roku, zasłynęła także ze współpracy z wieloma polskimi muzykami, m.in. z Andrzejem Smolikiem.
Założyła także swój kolektyw DJ-ski "Beats Friendly", z którym grywała w największych polskich klubach.
Jako dziennikarka związana z Programem Czwartym Polskiego Radia, w którym prowadzi autorską audycję "Lenie - serwuje Novika".

## Życiorys

### Początki kariery
Pod koniec 1997 roku Katarzyna Nowicka spotkała się z duetem DJ-skim Boogie Mafia. Podczas próby Novika zaczęła dośpiewywać znane teksty. Razem założyli zespół składający się z sound systemu z dwoma DJ-ami i improwizującą wokalistką. Zaczęli występować w warszawskich klubach.
Pierwszy koncert zagrała w 1998 roku w Łódzkim Forum Fabricum. Potem przychodziły kolejne koncerty, a Novika niekiedy była nie tylko wokalistką, ale także menedżerem tej grupy. Debiutancki album zespołu, który wtedy już nazywał się Futro, ukazał się w marcu 2002 dzięki wytwórni Sissy Records, odłamie BMG Poland.
Katarzyna Nowicka występowała także często na albumach innych, zaprzyjaźnionych artystów, m.in. Fisza i Smolika, z którym nominowana była do Fryderyka w kategorii Piosenka Roku za utwór "T.Time".

### Działalność muzyczna
W pierwszej połowie 2004 roku ukazała się płyta "feat. Novika", która zawierała wszystkie występy gościnne wokalistki, a także parę niepublikowanych piosenek "Futra". W 2005 roku ukazała się składanka "Polskie Leniwe Serwuje Novika".
Novika obecnie prowadzi intensywne życie klubowo-sceniczne. Składają się na to koncerty live ze swoim zespołem oraz występy wokalne u boku DJ-ów (Mr. Lex, Rawski).
W październiku 2006 roku Novika wydała płytę Tricks of Life. Był to jej pierwszy w pełni solowy album. Pochodzą z niego utwory Tricks  oraz Depend on You. W 2010 roku ukazała się jej kolejna płyta Lovefinder. Obie płyty zostały wydane przez wytwórnię Kayax. 5 października 2010 Novika wystąpiła w warszawskim klubie Stodoła jako support amerykańskiej piosenkarki Katy Perry.
12 kwietnia 2013, po trzyletniej przerwie, ukazała się nowa płyta wokalistki, którą wydała we współpracy z nowo powstałą wytwórnią MMA records – Heart Times. Promuje ją singel "Who Wouldn't".

### Kariera dziennikarska
Novika pracuje także jako dziennikarka radiowa, telewizyjna i prasowa. Przez ponad 5 lat prowadziła w Radiostacji audycje Radio Leniwa Niedziela oraz Levitacja. Potem krótko pracowała dla Jazz Radia. Przez około półtora roku prowadziła co środę audycję DJ Pasmo w Polskim Radiu BIS, gdzie prezentowała najciekawsze utwory muzyki klubowej. W telewizji TVN prowadziła program Co za Noc. Pisała także liczne artykuły do Plastiku, Machiny, Fluidu, Życia Warszawy.
Do 17 lutego 2008 wraz z DJ-em Lexusem prowadziła w Polskim Radiu BIS audycję autorską "Strefa Miejska". Od 20 lutego 2008 Novika prowadziła autorska audycję "Leniwa niedziela" oraz w duecie z Lexusem "Miastosferę" na antenie nieistniejącej już stacji Roxy FM. Od 6 października 2014 Nowicka w Czwórce prowadzi audycję "Leniwie - serwuje Novika".
3 kwietnia 2024 r. zadebiutowała jako prowadząca pasmo "Kieruj się na południe" w internetowym radiu Radio 357.

## Dyskografia

### Albumy solowe
| 2006                           | Tricks of Life - Data: 30 października 2006 - Wydawca: Kayax/EMI Music Poland | 24 |
| 2010                           | Lovefinder - Data: 22 stycznia 2010 - Wydawca: Kayax/EMI Music Poland         | 6  |
| 2011                           | Mixfinder - Data: 14 czerwca 2011 - Wydawca: Kayax/EMI Music Poland           | –  |
| 2013                           | Heart Times - Data: 12 kwietnia 2013 - Wydawca: MMA rec                       | —  |
| 2019                           | Bez cukru - Data: 18 stycznia 2019 - Wydawca: Pomaton/Warner Music Poland     | –  |
| 2025                           | Born Again - Data: 03 kwietnia 2025 - Wydawca: Novika Music                   | –  |
| "—" pozycja nie była notowana. |                                                                               |    |

### Minialbumy
| 2006                           | Finally - Data: 20 lutego 2006 - Wydawca: Beats Friendly Records | – |
| 2015                           | Novika Collabs - Data: 14 grudnia 2015 - Wydawca: Otake Records  | – |
| "—" pozycja nie była notowana. |                                                                  |   |

### Kompilacje
| 2002                           | Radio Leniwa Niedziela - Data: 15 kwietnia 2002 - Wydawca: Sissy Records/Sony Music      | –  |
| 2004                           | feat. Novika - Data: 29 marca 2004 - Wydawca: BMG Poland                                 | 11 |
| 2005                           | Polskie Leniwe serwuje Novika - Data: 17 stycznia 2005 - Wydawca: Kayax/EMI Music Poland | 20 |
| 2006                           | Friendly Beats - Data: 22 marca 2006 - Wydawca: EMI Music Poland                         | –  |
| 2008                           | Friendly Beats Grooves & Moves - Data: 26 września 2008 - Wydawca: EMI Music Poland      | –  |
| 2017                           | Summer Sampler 2013 - Data: 23 stycznia 2017 - Wydawca: Spekulla Records                 | –  |
| 2018                           | Warsaw Boulevard - Data: 13 stycznia 2018 - Wydawca: Spekulla Records                    | –  |
| "—" pozycja nie była notowana. |                                                                                          |    |

### Single
| 2001                           | Andrzej Smolik – "T.Time Versions" (oraz Novika) | 9  | 12 |
| 2001                           | Andrzej Smolik – "T.Time Remixes" (oraz Novika)  | –  | –  |
| 2004                           | "Nic poza nami"                                  | –  | 26 |
| 2006                           | "Depend on You"                                  | –  | –  |
| 2008                           | "Tricks" (oraz Sqbass)                           | 36 | 38 |
| 2012                           | "Miss Mood"                                      | –  | –  |
| 2013                           | "Who Wouldn't"                                   | –  | –  |
| 2013                           | "Safest"                                         | 36 | –  |
| 2013                           | "She’s Dancing" (+ B Szczesny, Mooryc Remixes)   | –  | –  |
| 2016                           | Seb Skalski feat. Novika – "How Many Times"      | –  | –  |
| 2017                           | "Lekko"                                          | –  | –  |
| 2017                           | "Para"                                           | –  | –  |
| 2018                           | Cocolino & Novika - "Kind of Boy"                | –  | –  |
| 2018                           | "Unsafe"                                         | –  | –  |
| 2019                           | Novika ft. Buslav – "Słabości"                   | –  | –  |
| 2019                           | Novika feat. Nina - "Od dziecka"                 | –  | –  |
| 2019                           | Novika feat. Nina - "Od dziecka" (Envee Remix)   | –  | –  |
| "—" pozycja nie była notowana. |                                                  |    |    |

### Inne notowane utwory
| Rok  | Tytuł                            | Pozycja na liście |
| Rok  | Tytuł                            | SLiP              |
| ---- | -------------------------------- | ----------------- |
| 2006 | Fisz – "Tajemnica" (oraz Novika) | 12                |

### Inne
| Rok  | Wykonawca/Album                                                                       | Utwór | Źródło |
| ---- | ------------------------------------------------------------------------------------- | --- | ------ |
| 2006 | Tom Middleton – The Trip 2 - Data: 12 października 2006 - Wydawca: Family Recordings  | - Novika – Finally (Innocent Sorcerers Mix)                                                                       | [ 34 ] |
| 2008 | Envee – Recipes - Data: 12 maja 2008 - Wydawca: Kayax/EMI Music Poland                | - Novika – "Finally" (Innocent Sorcerers Remix)                                                                   | [ 35 ] |
| 2009 | Beats Friendly – May I Beat You? Two - Data: 2009 - Wydawca: Laif                     | - Dubai Quartet Feat. Novika – "6th Sense" - Rawski & Novika – "Every Problems" (Mikobene Remix)                  | [ 36 ] |
| 2010 | Catz' N' Dogz – Poland Calling 2 - Data: 19 sierpnia 2010 - Wydawca: Sentence Records | - Dubai Quartet Feat. Novika – "6th Sense"                                                                        | [ 37 ] |
| 2011 | Think – Private Universe EP - Data: 7 lutego 2011 - Wydawca: New Moon Recordings      | - Novika, Think – "Short Warm Moments" (Original Mix) - Novika, Think – "Short Warm Moments" (Jack Sparrow Remix) | [ 38 ] |

## Nagrody i wyróżnienia
| Rok  | Kategoria                                                | Nagroda  | Uwagi     |
| ---- | -------------------------------------------------------- | -------- | --------- |
| 2006 | Album Roku – muzyka klubowa (Tricks of Life)             | Fryderyk | Nominacja |
| 2011 | Album Roku – muzyka klubowa i elektroniczna (Lovefinder) | Fryderyk | Laur      |
| 2012 | Album Roku – muzyka klubowa i elektroniczna (Mixfinder)  | Fryderyk | Laur      |
| 2020 | Album Roku – elektronika (Bez cukru)                     | Fryderyk | Nominacja |